# Bezettingsgraad (economie)
De bezettingsgraad is een percentage dat aangeeft in welke mate de totaal beschikbare capaciteit - van een productiemiddel - daadwerkelijk benut wordt. Dit percentage wordt bepaald door de benutte capaciteit te delen door de beschikbare capaciteit.

## Voorbeeld
In een bedrijf wordt 8 uur per dag, 6 dagen per week geproduceerd. Toch wordt er door omstandigheden maar 7 uur per dag geproduceerd. In dit geval moet men alleen maar kijken naar de 8 uur die tot beschikking staat. Het bedrijf heeft een bezettingsgraad van 7/8 = 87.5%.
Een ander voorbeeld is een bioscoopzaal met een capaciteit van 100 stoelen, waar voor een voorstelling 30 kaartjes zijn verkocht. De bezetting is dan 30 en de bezettingsgraad 30/100 = 30%.